# Social Democratic Front (Ghana)
Die Social Democratic Front (Abkürzung SDF) war eine sozialdemokratische Partei in Ghana während der dritten Republik zwischen 1979 und 1981. 

## Geschichte
Die Partei wurde am 1. Januar 1979 gegründet. Bei den Präsidentschaftswahlen im Jahr 1979 kandidierte Alhaji Ibrahim Mahama als Vorsitzender der SDF und erzielte 3,72 Prozent der Stimmen (66.445 Wählerstimmen). Die SDF erzielte bei den Wahlen zur Nationalversammlung (National Assembley) 3 der insgesamt 140 Sitze. Die Partei trug während der Wahlen auch den Beinamen SDF-The Party of Labour (Partei der Arbeit).